# Xestiodion similis
Xestiodion similis là một loài bọ cánh cứng trong họ Cerambycidae.